# Zuiddorpepolder (zuiddeel)
De Zuiddorpepolder (zuiddeel), ook Zijpepolder genaamd, is een polder ten zuiden van Zuiddorpe, behorende tot de Canisvliet- en Moerspuipolders, in de Nederlandse provincie Zeeland. De kom van Zuiddorpe ligt deels in deze polder.
De polder werd, na de inundaties van 1586, definitief ingedijkt in 1698 en is 225 ha groot. Aan de rand van de polder liggen de buurtschap De Sterre. Enkele polderdijken dateren in aanleg nog van vóór de inundaties. Binnen de polder bevindt zich een uitloper van de Sint-Elooiskreek.